# Charlotte Checkers
I Charlotte Checkers sono una squadra di hockey su ghiaccio dell'American Hockey League con sede nella città di Charlotte, nella Carolina del Nord. Sono affiliati ai Carolina Hurricanes, squadra della National Hockey League. Nati nel 2010, disputano i loro match casalinghi presso il Bojangles' Coliseum.

## Storia
La squadra fu creata nel 1990 con il nome di Capital District Islanders, mentre tre anni più tardi si trasferì diventando Albany River Rats. Nel 2006 fu sottoscritto un accordo di collaborazione con i Carolina Hurricanes. Il 22 gennaio 2010 fu annunciato il trasferimento della franchigia a Charlotte, in Carolina del Nord. La nuova formazione sarebbe rimasta affiliata ai Carolina Hurricanes, assumendo il nome di Charlotte Checkers.
Dopo cinque stagioni trascorse presso la Time Warner Cable Arena nel 2015 i Checkers si trasferirono nel Bojangles' Coliseum.
In precedenza dal 1993 al 2010 il mercato di Charlotte era stato occupato da una franchigia omonima che militava in ECHL. I nuovi Checkers conservarono il vecchio logo, adattandolo tuttavia alla franchigia affiliata in NHL. Nella loro prima stagione in AHL giunsero alle semifinali della Calder Cup.

### Affiliazioni
Nel corso della loro storia i Charlotte Checkers sono stati affiliati alle seguenti franchigie della National Hockey League:
- Carolina Hurricanes: (2010-)

## Record stagione per stagione
| Stagione           | Division | Gare | V  | S  | OTL | SOL | Punti | GF  | GS  | Piazzamento | Play-off                                                                                         |
| ------------------ | -------- | ---- | -- | -- | --- | --- | ----- | --- | --- | ----------- | ------------------------------------------------------------------------------------------------ |
| Charlotte Checkers |          |      |    |    |     |     |       |     |     |             |                                                                                                  |
| 2010-11            | East     | 80   | 44 | 27 | 2   | 7   | 97    | 265 | 243 | 3°          | vince 1º turno (Hershey) 4-2 vince 2º turno (Wilkes-Barre) 4-2 perde semifinali (Binghamton) 0-4 |
| 2011-12            | Midwest  | 76   | 38 | 29 | 3   | 6   | 85    | 209 | 214 | 3°          |                                                                                                  |
| 2012-13            | South    | 76   | 42 | 26 | 4   | 4   | 92    | 226 | 202 | 2°          | perde 1º turno (Oklahoma City) 2-3                                                               |
| 2013-14            | West     | 76   | 37 | 36 | 1   | 2   | 77    | 228 | 241 | 4°          |                                                                                                  |
| 2014-15            | West     | 76   | 31 | 38 | 6   | 1   | 69    | 172 | 231 | 4°          |                                                                                                  |
| 2015-16            | Central  | 76   | 36 | 32 | 3   | 5   | 80    | 214 | 229 | 5°          |                                                                                                  |

## Record della franchigia

### Singola stagione
Gol: 36  Zach Boychuk (2013-14)
Assist: 43  Zach Boychuk (2010-11) e  Chris Terry (2011-12)
Punti: 74  Zach Boychuk (2013-14)
Minuti di penalità: 229  Zack Fitzgerald (2010-11)
Media gol subiti: 2.29  Justin Peters (2012-13)
Parate %: .921  Justin Peters (2012-13)

### Carriera
Gol: 75  Chris Terry
Assist: 108  Chris Terry
Punti: 183  Steve Brûlé
Minuti di penalità: 328  Nicolas Blanchard
Vittorie: 39  Mike Murphy
Shutout: 7  Justin Peters
Partite giocate: 224  Chris Terry

## Palmarès

### Premi individuali
- Willie Marshall Award: 1

Zach Boychuk: 2013-2014
- Yanick Dupré Memorial Award: 1

Kyle Hagel: 2014-2015